# Bruce Farr

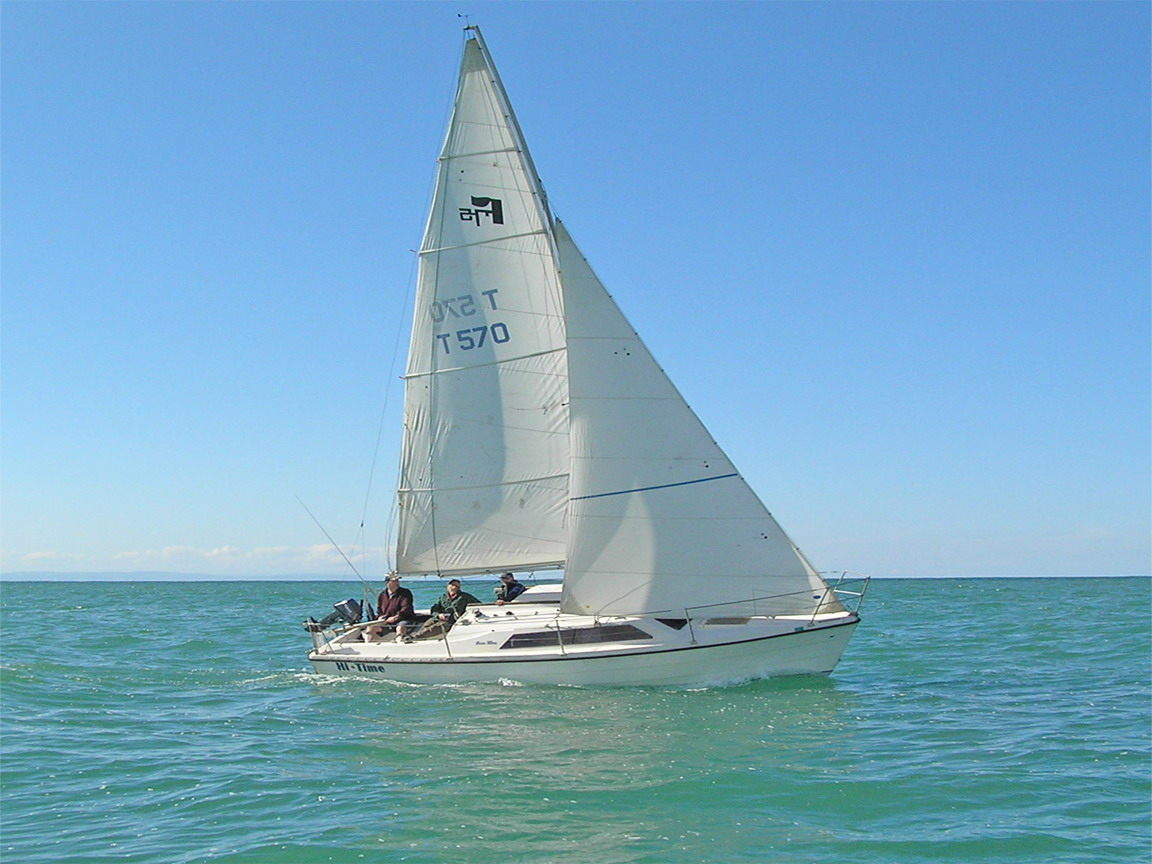
7,5-Meter-Yacht Farr 7500

Bruce Farr, OBE (* 1949 in Auckland) ist ein neuseeländischer Konstrukteur von Regatta- und Fahrtenyachten.
Bruce Farr beschäftigte sich seit frühester Jugend mit dem Segeln und mit dem Design und Bau von Booten. Nach dem Erfolg eines von ihm gezeichneten 18-Fuß-Skiffs machte er sich 1973 selbständig. 1981 gründete er zusammen mit Russell Bowler in Annapolis, USA, eine Niederlassung unter dem Namen Bruce Farr & Associates, aus der das heutige Unternehmen Farr Yacht Design hervorging.
Bekannt geworden ist Bruce Farr vor allem durch Erfolge der von ihm entworfenen Yachten bei den wichtigsten Hochsee-Regatten von der Sydney-Hobart-Regatta über den Volvo Ocean Race bis zur Vendée Globe und mehrere Teilnahmen seiner Yachten als Herausforderer beim America’s Cup (siehe unten). Auch Serienyachten wie die Bénéteau 25 und die Mumm 30 gehören zu seinen Arbeiten.
Im Jahr 2012 schied Farr aus dem Unternehmen Farr Yacht Design aus. Im Jahr 2015 wurde er von der Firma nochmals als Berater engagiert, um die Yacht der 12-Meter-Klasse weiterzuentwickeln. Er lebt in der Nähe von Annapolis.

## America’s Cup Herausforderer-Yachten entworfen von Bruce Farr

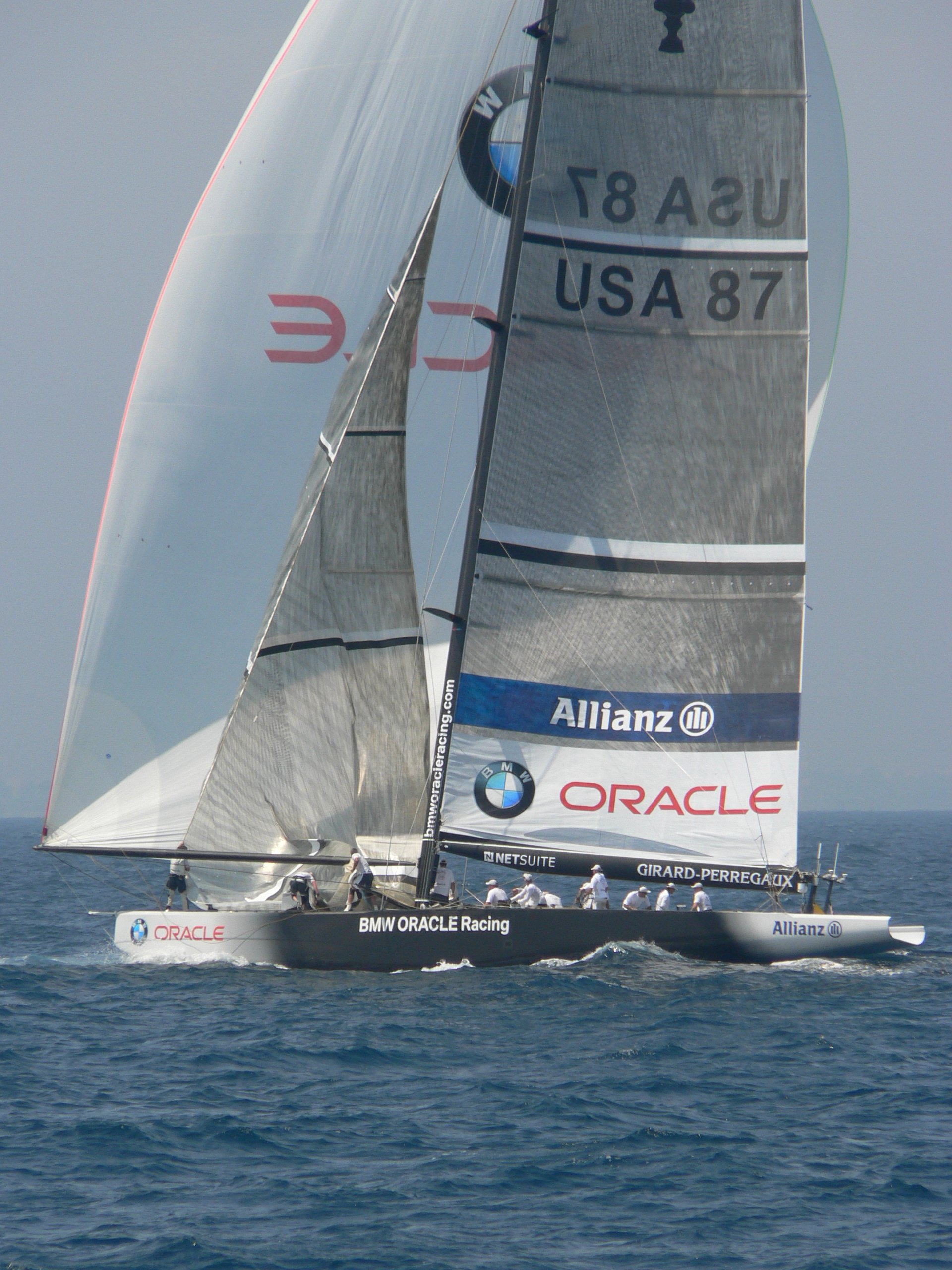
USA 87, die Yacht der Mannschaft BMW Oracle Racing

| Jahr      | America’s Cup Kampagne | Nation             | Segelnummer                    |
| --------- | ---------------------- | ------------------ | ------------------------------ |
| 2007      | BMW Oracle Racing      | Vereinigte Staaten | USA 87, USA 98                 |
| 2002/2003 | Oracle BMW Racing      | Vereinigte Staaten | USA 71, USA 76                 |
| 1999/2000 | Young America          | Vereinigte Staaten | USA 53, USA 58                 |
| 1995      | Tag Heuer              | Neuseeland         | NZL 39                         |
| 1992      | New Zealand Challenge  | Neuseeland         | NZL 10, NZL 12, NZL 14, NZL 20 |
| 1988      | New Zealand            | Neuseeland         | KZ 1                           |
| 1987      | Kiwi Magic             | Neuseeland         | KZ 3, KZ 5, KZ 7               |

## Ehrungen (Auswahl)
Quelle:
- 2009 RECORD: Vendee Globe Race Record, IMOCA 60 FONCIA, Vendee Globe Race
- 2007 RECORD: Rolex Fastnet Race Monohull Record, LEOPARD 3, Royal Ocean Racing Club
- 2004 BOAT OF THE YEAR: Farr 36 One Design, Best Performance Boat, Sailing World Magazine
- 2000 BOAT OF THE YEAR: Mega Byte, Best One-Design Dinghy, Sailing World Magazine
- 1996 New Zealand Science Technology Silver Medal, Royal Society of New Zealand
- 1990 Verleihung des Ordens Order of the British Empire OBE
- 1990 Yacht of the Year: STEINLAGER 2, Yachting Magazine
- 1988 Designer of the Year, Yachting Magazine
- 1976 Yachtsman of the Year, Neuseeland